# Ioan Vrenți
Ioan Vrenți (n. 1870, Iosaș – d. 1944, Iosaș) a fost un deputat în Marea Adunare Națională de la Alba Iulia, organismul legislativ reprezentativ al „tuturor românilor din Transilvania, Banat și Țara Ungurească”, cel care a adoptat hotărârea privind Unirea Transilvaniei cu România, la 1 decembrie 1918.:p. 96

## Biografie
Ioan Vrenți a făcut școala primară.:p. 96